# Physotheca autoica
Physotheca autoica är en bladmossart som beskrevs av J.J.Engel et Gradst.. Physotheca autoica ingår i släktet Physotheca och familjen Lophocoleaceae.
Artens utbredningsområde är Ecuador. Inga underarter finns listade i Catalogue of Life.